# Dünamo Tallinn
Der Tallinna JK Dünamo ist ein estnischer Fußballverein aus Tallinn, der in der dritthöchsten Spielklasse Estlands der II liiga Ida/Põhi spielt. Die Klubfarben sind blau-schwarz.

## Allgemeines
Der Verein wurde 1940 gegründet und wurde insgesamt zehnmal estnischer Regionalmeister (innerhalb der Sowjetunion) und sechsmal estnischer Pokalsieger. Der Verein begann bei der Neugründung des Staates Estland in der ersten Liga des Landes, stieg aber 1994 das erste Mal in die zweite Liga ab. 1998 stieg man in die dritte Liga und 2001 sogar in die vierte Liga ab. 2005 gab der Verein sein Comeback in der höchsten estnischen Spielklasse. Im folgenden Jahr kam der Abstieg in die zweite Liga, im nächsten Jahr abermals der Abstieg in die dritte Liga des Landes, wo der Verein bislang spielt.

## Erfolge
- Estnischer Meister 1945, 1947, 1949, 1950, 1953, 1954, 1978, 1980, 1981, 1983
- Estnischer Pokalsieger 1946, 1947, 1949, 1953, 1979, 1983

## Ehemalige Spieler
- Pavel Apalinski, aktuell tätig bei Kalev Tallinn
- Grigori Osomkov, aktuell tätig bei Kalev Tallinn